# علم أعصاب الموسيقى
علم أعصاب الموسيقى (بالإنجليزية: Neuroscience of music)‏ هي الدراسة العلمية لآلية عمل الدماغ المرتبطة بالعملية المعرفية المتعلقة بالموسيقى. يتضمن هذا المسلك الاستماع للموسيقى، وأداءها، وتأليفها، وقراءتها، وكتابتها، والنشاطات المكملة لها. تركز أيضًا بشكل متزايد على الأساس الدماغي لجماليات الموسيقى وعاطفة الموسيقى. قد يتلقى العلماء العاملون في هذا المجال تدريبًا في مجالات العلوم العصبية المعرفية، وطب الجهاز العصبي، والتشريح العصبي، ونظرية الموسيقى، وعلم الحاسوب، ومجالات أخرى ذات صلة.
تعتبر العلوم العصبية المعرفية الموسيقية فرعًا هامًا من علم نفس الموسيقى، ويمكن تمييزها عن مجالات أخرى مثل علم الموسيقى المعرفي باعتماده على المشاهدات المباشرة للدماغ واستخدام تقنيات مثل التصوير بالرنين المغناطيسي الوظيفي، والتحفيز المغناطيسي عبر الجمجمة، وتخطيط الدماغ المغناطيسي، وتخطيط أمواج الدماغ، والتصوير المقطعي بالإصدار البوزيتروني.

## القواعد العصبية

### السبيل السمعي
أظهر الأطفال الذين يدرسون الموسيقى تطورًا في السبيل السمعي بعد سنتين فقط. يساهم هذا التطور بتسريع تطور اللغة والقراءة.

### حدة الصوت
تتجاوب الأجزاء المتعاقبة من الغشاء القاعدي ذي التوضع النغمي المنظم في القوقعة لنطاقات الترددات المطابقة من الصوت الوارد. نتيجةً لذلك، تطلق الخلايا الشعيرية في القوقعة نواقل عصبية، مسببةً كمونات فعل للعصب السمعي. ثم ينقلها العصب السمعي إلى عدة طبقات من المشابك في النوى المتعددة للجهاز السمعي. هذه النوى ذات توضع نغمي منظم أيضًا، وعملية تحقيق ذلك التوضع النغمي بعد القوقعة غير مفهومة بشكل جيد بعد. يُصان التوضع النغمي حتى القشرة السمعية الأولية عند الثدييات، ومع ذلك، غالبًا ما تمتلك تلك الخلايا في القشرة السمعية الأولية وغير الأولية مجالات استقبال زمكانية، عوضًا عن كونها مستجيبة بشكل قاطع أو محددة لطور كمونات العمل بمناطق تردد ضيقة.

## الموسيقى واللغة
تُعالج جوانب معينة من اللغة واللحن في مناطق متماثلة وظيفيًا في الدماغ. فحص كل من براون ومارتنز وبارسنز (2006) تشابهات البنى العصبية بين الموسيقى واللغة. باستخدام التصوير المقطعي بالإصدار البوزيتروني، أظهرت النتائج أن العبارات اللغوية واللحنية تنشط إجمالًا في مناطق دماغية متماثلة وظيفيًا. تشمل هذه المناطق القشرة المحركة الأولية، والباحة المحركة الإضافية، وباحة بروكا، وفص الجزيرة الأمامي، والقشرة السمعية الأولية والثانوية، والقطب الصدغي، والعقد القاعدية، والمهاد البطني، والمخيخ الخلفي. وجدت اختلافات في النزعات الجانبية، مثل تفضيل وظائف اللغة للنصف الأيسر من الدماغ، لكن غالبية النشاطات كانت ثنائية الجانب إذ أنتجت تداخلًا هامًا عبر الأنماط.
تُعالج آليات المعلومات التركيبية في اللغة والموسيقى بشكل متماثل في الدماغ. أجرى كل من جنتشكه وكوليش وسلّات وفرايدرشي (2008) دراسة تبحث معالجة الموسيقى عند الأطفال المصابين بضعف لغوي خاص. أظهر الأطفال ذوو التطور اللغوي النموذجي أنماطًا للكمون المرتبط بالحدث مختلفة عن أولئك المصابين بضعف لغوي خاص، ينعكس ذلك بصعوبات في معالجة الانتظامات الموسيقية التركيبية. تضيف علاقة الترابط القوية بين مدى الأمواج السلبية الأمامية اليمنى المبكرة - وهو معيار كمون مرتبط بالحدث محدد) والإمكانيات اللغوية والموسيقية دليلًا إضافيًا لعلاقة المعالجة التركيبية في الموسيقى واللغة.
ومع ذلك، قد يُعزَّز إنتاج اللحن وإنتاج الكلام عبر شبكات عصبية مختلفة. درس ستيوارت وَوالش وفيرث وروثويل (2001) الاختلافات بين إنتاج الكلام وإنتاج الأغنية باستخدام التحفيز المغناطيسي عبر الجمجمة. وجد ستيوارت وآخرون أن تطبيق التحفيز المغناطيسي عبر الجمجمة للفص الأمامي الأيسر يؤثر على الكلام دون اللحن، ما يدعم فكرة تعززها عبر مناطق مختلفة من الدماغ. يقترح المؤلفون أن نتيجة الاختلاف ناجمة عن تمركز إنتاج الكلام بشكل جيد لكن آلية إنتاج اللحن لا تكون كذلك. بالإضافة إلى ذلك، يُقترح أيضًا أن الإنتاج الكلامي أقل متانة من الإنتاج اللحني، وبذلك يكون أكثر حساسية للتداخل.
تعد معالجة اللغة وظيفة النصف الأيسر من الدماغ أكثر من كونها وظيفة النصف الأيمن، خصوصًا باحة بروكا وباحة فيرنيك، على الرغم من أن آلية معالجة نصفي الدماغ لجوانب اللغة المختلفة ما زالت غير واضحة. تُعالج الموسيقى أيضًا من قبل نصفي الدماغ الأيمن والأيسر. تقترح الدلائل الحديثة مؤخرًا أن المعالجة مشتركة بين اللغة والموسيقى على المستوى المفاهيمي. وُجد أيضًا أن انتشار حدة الصوت المطلقة، بين طلاب المعاهد الموسيقية، أعلى من متكلمي اللغات النغمية، حتى التحكم لذوي الخلفيات العرقية، ما يبين تأثير اللغة على كيفية إدراك النغمات الموسيقية.

## مقالات ذات صلة
- علم الموسيقى الحيوية
- مزامنة (علم الموسيقى الحيوية)

## وصلات خارجية
- MusicCognition.info - مركز مصادر ومعلومات حول الموضوع (بالإنجليزية)